# Bradford City Association Football Club
El Bradford City Association Football Club és un club de futbol anglès de la ciutat de Bradford, West Yorkshire.

## Història

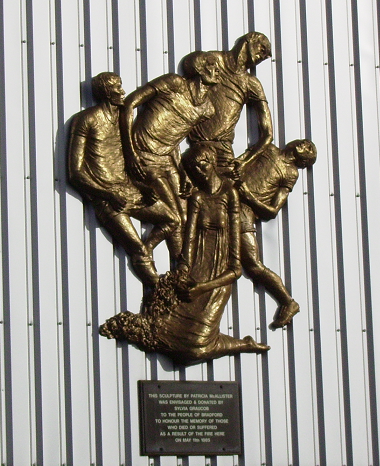
Memorial erigit a les víctimes de l'incendi de Valley Parade l'any 1985.

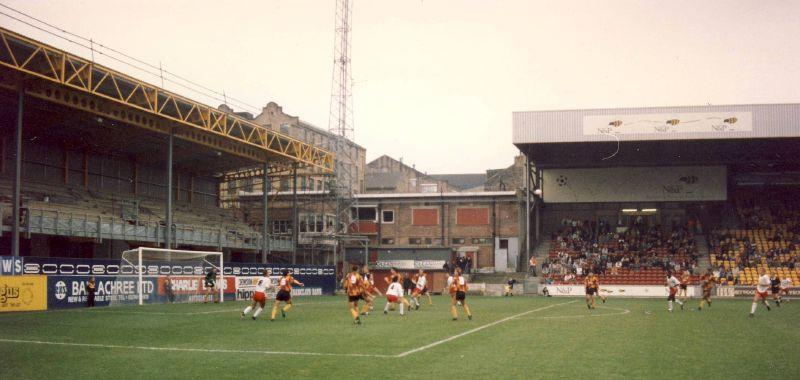
Bradford City enfront Fulham a Valley Parade durant els 1990s.

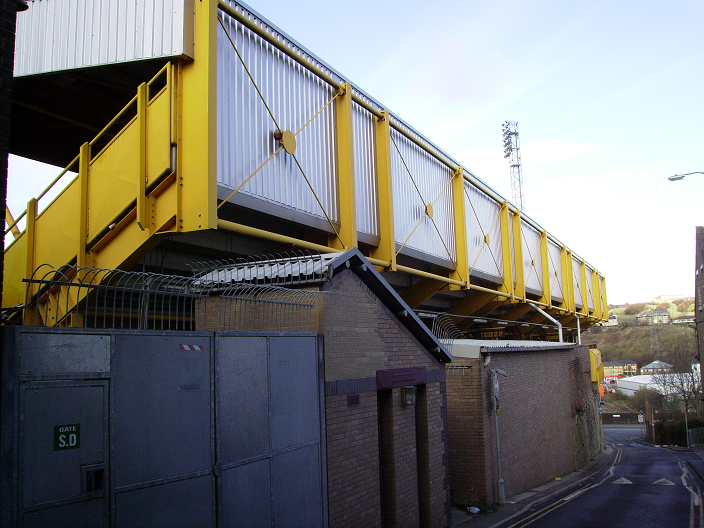
Graderia de Valley Parade, primera a ser oberta el 1986

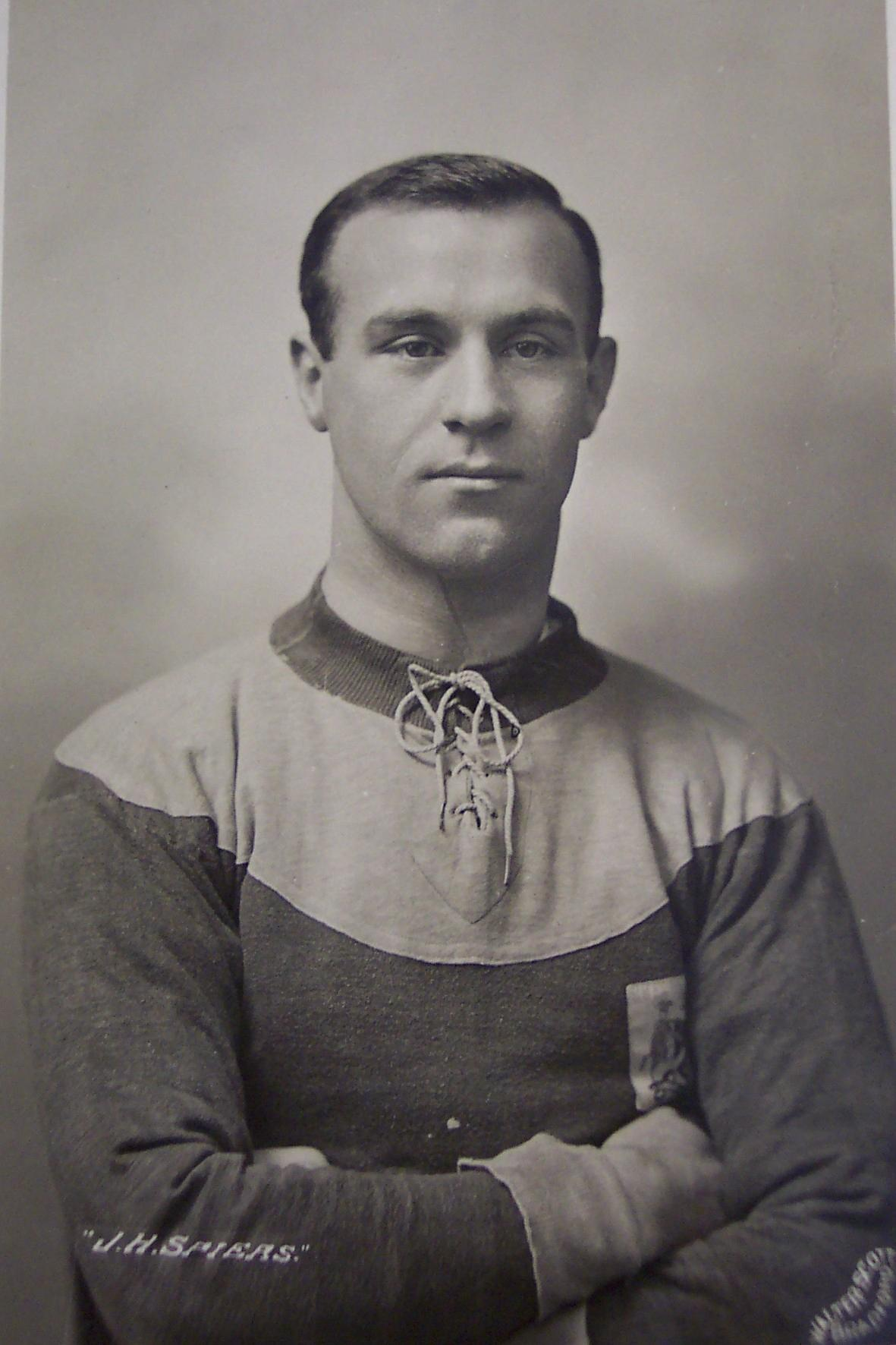
Golejador del Bradford City a la Copa de 1911 Jimmy Speirs.

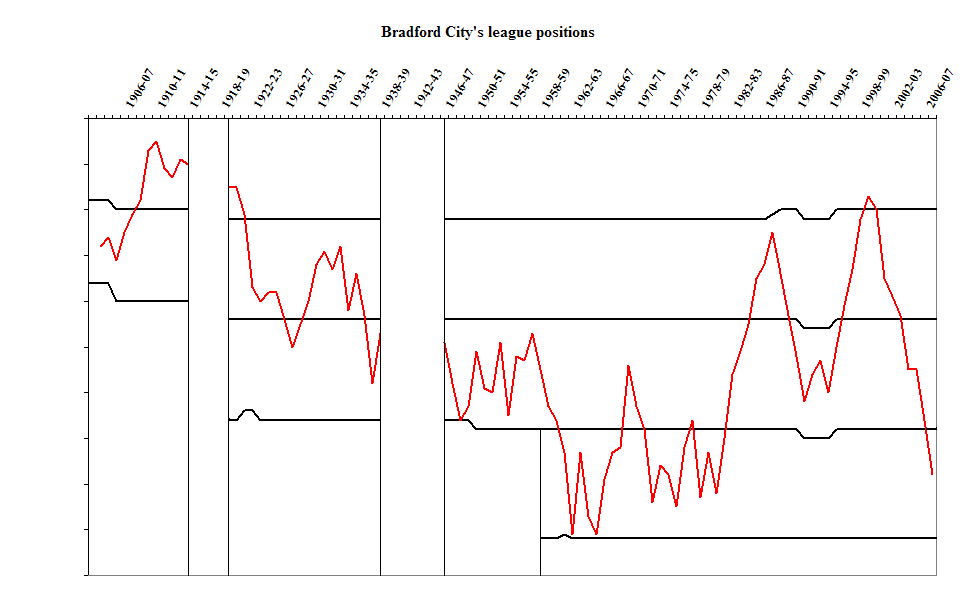
Gràfic amb la història del club a la lliga.

El club va ser fundat el 1903, després de diverses reunions organitzades per James Whyte, sots editor del Bradford Observer, amb representants de la Football Association i membres del club de rugbi Manningham FC. El nou club adoptà els colors del Manningham (grana i àmbar), així com l'estadi, el Valley Parade. Immediatament fou admès a la Division Two de la Football League malgrat no haver disputat cap partit previ. La temporada 1907-08 assolí el campionat de Segona i ascendí per primer copa a la Primera Divisió. La seva millor classificació en aquesta categoria fou una 5a posició la temporada 1910-11. Aquesta mateixa temporada guanyà la FA Cup vencent en el partit de repetició el Newcastle United. L'equip va perdre la categoria, juntament amb el Manchester United, en finalitzar la temporada 1921-22.
L'11 de maig de 1985, l'estadi del Bradford City, Valley Parade, va patir un incendi en el qual van morir 56 seguidors. A més, aquest fet provocà que el club hagués de jugar durant 19 mesos fora del seu estadi.
El club passà 77 temporades allunyat de la Primera Divisió, fins al seu ascens a la Premier League del 1999. Descendí en acabar la temporada. Des d'aleshores el club patí diverses crisis econòmiques que el portaren a prop del tancament, descendint i ascendint pel les categories inferiors del futbol anglès.

## Palmarès
- Segona divisió anglesa (actual Football League Championship) (1):
  - 1907-08
- Tercera divisió anglesa (actual Football League One) (1):
  - 1984-85
- Tercera divisió (nord) (1):
  - 1928-29

- FA Cup (1):
  - 1911
- Third Division North Challenge Cup (1):
  - 1939